# Laure Koster
Laure Koster (parfois Laury Koster) née le 24 avril 1902 à Luxembourg et morte le 22 octobre 1999 est une nageuse luxembourgeoise ayant participé aux Jeux olympiques d'été de 1924 à Paris, la première femme à représenter son pays aux Jeux olympiques. Elle est aussi musicienne ayant joué du violoncelle dans l'orchestre de la télévision luxembourgeoise.

## Biographie
Laure Koster est la sœur de la compositrice et pianiste Lou Koster (en). Après la Première Guerre mondiale, les trois sœurs Koster (Lou, Laure et Lina) jouent dans les cinémas pour accompagner les films muets.
Laure Koster est engagée sur le 200 mètres brasse féminin aux Jeux olympiques d'été de 1924. Avec un temps de 3 min 35 s, elle termine deuxième de sa série et est qualifiée pour la finale. Là, elle réalise un moins bon chronomètre (3 min 39 s 20) et ne peut se classer que 6e.
Elle poursuit ensuite une carrière de musicienne classique et joue du violoncelle dans l'orchestre de la télévision luxembourgeoise.